# Johan Inger
Johan Inger (Stockholm, 1967) is een Zweedse danser en choreograaf. Hij is gastchoreograaf van onder andere het Nederlands Dans Theater. Van 2003 tot 2009 was hij artistiek leider van het Cullberg Ballet.

## Biografie
Johan Inger volgde zijn dansopleiding aan de Koninklijke Zweedse Balletschool en aan de Nationale Balletschool in Canada. Van 1985 tot 1990 danste hij bij het Koninklijk Zweeds Ballet in Stockholm. In zijn laatste jaar trad hij daar op als hoofddanser. In 1990 trad hij toe tot het Nederlands Dans Theater (NDT) en danste daar in balletten van onder anderen Jirí Kylián, Hans van Manen, Ohad Naharin, Nacho Duato, William Forsythe, Paul Lightfoot en Jorma Elo. In 1995 creëerde hij zijn eerste choreografie voor het NDT, Mellantid. Een jaar later ontving hij de Philip Morris Kunstprijs voor dans. In 2001 ontving hij de Lucas Hoving Productieprijs voor zijn werken Dream Play en Walking Mad.
In 2003 verliet hij het NDT en werd artistiek directeur van het Zweedse Cullberg Ballet. Ook voor dit gezelschap maakte hij diverse nieuwe dansstukken. Hij verliet het Cullberg Ballet in 2009. Van 2009 tot 2016 was hij associate choreographer bij het NDT. Vanaf circa 2010 werkt hij tevens als freelance choreograaf. Johan Inger woont met zijn twee kinderen in Sevilla (situatie anno 2022).
In 2016 ontving hij de prestigieuze Prix Benois de la Danse voor Carmen en One on One. De Spaanse Premio Danza e Danza werd driemaal aan hem uitgereikt.
Choreografieën van Johan Inger hebben hun weg gevonden naar het repertoire van toonaangevende internationale dansgezelschappen, zoals NDT 1, 2 en 3, Opera Ballet Vlaanderen, Cullberg Ballet, GöteborgsOperans Danskompani, Koninklijk Zweeds Ballet, ballet van de Semperoper, Ballett Theater Basel, Ballet de l'Opéra de Lyon, Les Ballets de Monte-Carlo, Aterballetto en Compañía Nacional de Danza.

## Prijzen, eerbewijzen
- 1996: Philip Morris Kunstprijs in de categorie dans
- 2001: Lucas Hoving Productieprijs voor Dream Play en Walking Mad
- 2002: Prijs van verdienste van de Stichting Dansersfonds '79
- 2005: Premio Danza e Danza voor Walking Mad
- 2013: Carina Ari-medaille voor "wereldwijde bevordering van de Zweedse kunst en de Zweedse dans"
- 2016: Premio Danza e Danza voor Bliss
- 2016: Prix Benois de la Danse voor Carmen en One on One
- 2020: Premio Danza e Danza voor Don Juan

## Werken (selectie)
- 1992: No name (workshop), duet voor Nederlands Dans Theater (NDT)[1]
- 1993: Maybe (workshop), kwartet op muziek van Kevin Volans voor NDT[1]
- 1994: Next (workshop), trio voor NDT[1]
- 1995: Time an Angel (workshop), duet voor NDT[1]
- 1995: Arcimboldo, avondvullend danswerk van Patrick Delcroix, Jorma Elo, Paul Lightfoot, Johan Inger, Martin Müller, Karine Guizzo en Jirí Kylián[1]
- 1995: Mellantid, ballet voor 6 dansers voor NDT 2[1]
- 1997: Sammanfall, ballet voor 7 dansers voor NDT 2[1]
- 1997: Couple of Moments, duet voor NDT 3 (muziek: Arvo Pärt en Gioachino Rossini)[1]
- 1998: Livnära, ballet voor 10 dansers voor NDT 1[1]
- 1998: Round Corners, ballet voor 8 dansers voor NDT 2 (muziek: Arvo Pärt en Erkki-Sven Tüür)[1]
- 1999: Hurry Slowly, duet voor NDT 1[1]
- 1999: Among Others, ballet voor 8 dansers voor NDT 1[1]
- 2000: Arcimboldo 2000, avondvullend danswerk voor NDT 1, 2 en 3 (zie Arcimboldo, 1995)[1]
- 2000: Dream Play, bewerking van een deel van Le Sacre du printemps voor NDT 2[1]
- 2001: Walking Mad, ballet voor 9 dansers voor NDT 1 (muziek: Boléro en Für Alina)[1]
- 2002: Home and Home, voor Cullberg Ballet
- 2002: Out of Breath, ballet voor 6 dansers voor NDT 2[1]
- 2002: So Now Then, ballet voor 8 dansers voor NDT 1 (muziek: Félix Lajkó)[1]
- 2003: Phases, voor Cullberg Ballet
- 2003: Pneuma, ballet voor 6 dansers voor NDT 1 (muziek: John Adams)[1]
- 2004: Within Now, voor Cullberg Ballet
- 2005: Empty House, voor Cullberg Ballet
- 2005: Negro con Flores, ballet voor 18 dansers voor Cullberg Ballet (muziek: Stefan Levin)voor Cullberg Ballet; in 2008 samen met As If te zien in Het Muziektheater, Amsterdam[1]
- 2005: As If, ballet voor 18 dansers voor Cullberg Ballet (muziek: Stefan Levin); in 2008 samen met Negro con Flores te zien in Het Muziektheater, Amsterdam[1]
- 2006: Blanco, voor Cullberg Ballet
- 2007: Point of Eclipse, voor Cullberg Ballet
- 2009: Dissolve in This, ballet voor 15 dansers voor NDT 1 & 2[1]
- 2009: Position of Elsewhere, ballet voor 18 dansers voor Cullberg Ballet; in 2009 te zien in Lucent Danstheater, Den Haag
- 2010: Tone Bone Kone, ballet voor 7 dansers voor NDT 1 (muziek: Arthur Russell)[1]
- 2010: Falter, voor GöteborgsOperans Danskompani
- 2011: In - Exact, voor Les Ballets de Monte-Carlo
- 2011: Rain Dogs, voor Ballett Theater Basel
- 2011: Stabat Mater, voor Italica Festival
- 2012: I New Then, ballet voor 9 dansers voor NDT 2 (muziek: Van Morrison)[1]
- 2012: Sunset Logic, voor NDT 1 (muziek: Talking Heads)[1]
- 2013: Tempus Fugit, voor Ballett Theater Basel (muziek: J.S. Bach); in 2022 uitgevoerd door Opera Ballet Vlaanderen[2]
- 2014: B.R.I.S.A., voor NDT 2 (muziek: Nina Simone en Amos Ben-Tal)[1]
- 2015: One on One, voor NDT 2 (muziek: Franz Schubert)[1]
- 2015: Now & Now, voor Gauthier Dance
- 2015: Carmen, voor Compañia Nacional de Danza
- 2015: Rite of Spring, voor Koninklijk Zweeds Ballet
- 2016: Bliss, voor Aterballetto
- 2017: Birdland, voor Aterballetto
- 2017: Peer Gynt, voor Ballett Theater Basel
- 2017: Sweet Sweet, voor Gauthier Dance Company
- 2017: JOY, in samenwerking met Alexander Ekman; in 2019 uitgevoerd door Opera Ballet Vlaanderen[2]
- 2018: Petruschka, bewerking van Petroesjka voor Les Ballets de Monte Carlo
- 2018: 4 Karin, voor Dancing with Bergman
- 2018: Under A Day, voor Ballet de l'Opéra de Lyon
- 2020: IMPASSE, voor NDT 2[1]
- 2020: Don Juan, voor Aterballetto

- Gemeinsame Normdatei: 1100318305
- Nationale Bibliotheek van Tsjechië: xx0161348
- Istituto Centrale per il Catalogo Unico: PALV075579
- Virtual International Authority File: 280107638
- WorldCat: E39PBJj4rm76PjMdwBTqrgRqcP